# Sardinien
Sardinien (italiensk: Sardegna) er en italiensk ø og region syd for Korsika. Øen er den næststørste i Middelhavet, og dens hovedby er Cagliari. Øen har et areal på 23.949 km2
og et indbyggertal på 1.628.384 (2020) indbyggere.

## Historie

### Tidlig historie
Fra forhistorien findes de mange tusinde stentårne nuraghe-kulturen har efterladt på øen. De første spor af civilisation på Sardinien er ozieri-kulturen fra ca. 3300 f.Kr. Senere har Sardinien været invaderet af fønikerne, Kartago, Romerriget, Genova og Pisa (på vegne af pavestolen i Rom), Spanien og til sidst Italien.

### Kongeriget Sardinien (1164-1861 )
Kongeriget Sardinien blev oprettet i 1164. Fra 1720 bestod landet både af øen Sardinien og af Nordvestitalien (Savoyen). I 1796 fordrev franske tropper kongen fra fastlandet. Frem til 1814 bestod kongeriget derfor kun af øen Sardinien. I 1814-1815 får Sardinien sine områder på fastlandet tilbage – endda i udvidet form. Nordvestitalien var kongerigets vigtigste del, mens øen Sardinien kun var en beskeden del af riget. Da Italien blev samlet til et land i 1861, blev kongen af Sardinien konge af hele Italien.

## Geografi
Sardinien er kendt for sine smukke badestrande og mange flotte og farverige dykkersteder hvor man bl.a. kan se dyr som muræner, blæksprutter og mange andre.
På øen findes endvidere enkelte spektakulære grotter, herunder Neptuns Grotte.
I bjergmassivet Gennargentu på den centrale del af øen ligger Sardiniens højeste bjerg Punta La Marmora (sardisk: Perdas Caprias) på 1.834 meter.

## Provinser
Oprindeligt havde øen fire provinser, men siden 2016 er der 5:
- Cagliari
- Nuoro
- Oristano
- Sassari
- Sud Sardegna

## Turisme
Sardinien bliver mest besøgt af italienere og tyskere. Sardinien er først blevet opdaget af andre europæere i de seneste par år.